# Centres européens d'entreprises et d'innovation
Les Centres européens d'entreprise et d'innovation, communément appelés CEEI,, (également connu sous les noms European Business and Innovation Centre, EU|BICs, Business Innovation Centers, ou BICs), sont des incubateurs d'entreprises innovantes certifiés selon des normes établies par la Commission européenne,.
Cette accréditation est décernée aux organisations pour la qualité et l'impact de leurs pratiques dans la sélection, la formation et le soutien apportés aux entrepreneurs potentiels et aux PME afin d'innover et de prospérer,. Le label est géré par le Réseau européen des centres d'entreprise et d'innovation (European Business and Innovation Centre Network ou EBN), une association internationale à but non lucratif basée à Bruxelles, en Belgique, créée par la Commission pour fournir des services de mise en réseau, de formation, de promotion et d'information aux EU|BICs.

## Histoire
Créés en 1984, les EU|BICs sont une initiative de la Commission européenne, plus précisément de la DG Politique régionale et urbaine. En tant qu'instrument de la politique régionale et de cohésion, les BICs avaient pour mission de diversifier la production et de renforcer le potentiel économique latent des régions en cours de désindustrialisation,.
La Commission européenne cofinance la création de BICs dans des régions industrielles en collaboration avec divers organismes locaux (souvent avec des gouvernements régionaux et des agences de développement, parfois en association avec des universités, des centres de recherche, des institutions financières et des organisations du secteur privé), afin de fournir des services de soutien aux entrepreneurs potentiels souhaitant innover dans la région,. Les EU|BICs devaient être basés localement, appartenir à la fois au secteur public et privé, et devenir des organisations autofinancées.
En 2004, les EU|BICs deviennent un schéma de certification basé sur la qualité, accordé aux organisations existantes qui en faisaient la demande et remplissaient les critères requis, remplaçant ainsi le système précédent de cofinancement de la création d'organisations. En 2014, l'EBN devient le seul propriétaire et gestionnaire du label EU|BIC.